# Llibre de les fonts
El Llibre de les fonts, titulat Llibre de les fonts de la present ciutat de Barcelona, és un manuscrit de 1650, obra del mestre de cases Francesc Socies, mestre de les mines i les fonts de la Ciutat, a petició del Consell de Cent de Barcelona, que recopila el coneixement sobre la xarxa hidràulica que abastia la Ciutat Comtal al segle xvii. El llibre es trobava inventariat en la secció de manuscrits de l'Arxiu Històric de la Ciutat de Barcelona (primer amb la signatura L-76 i actualment amb el codi 01/1G-76). La importància d'aquest llibre ja va ser manifestada per Francesc Carreras i Candi a la Geografia General de Catalunya. La ciutat de Barcelona.
El manuscrit, acompanyat de dibuixos per a millor enteniment, explica com s'obtenia l'aigua per a ús domèstic, procedent de les mines del peu de Collserola, que es reunien a l'anomenada caseta de les fonts o del convent de Jesús, situada a l'encreuament dels actuals passeig de Gràcia i carrer d'Aragó, i la seva distribució mitjançant canonades a totes i cadascuna de les fonts de la ciutat, indicant totes les característiques tècniques, els sistemes de pas, els espiralls, els aljubs, els desguassos i tots els elements i factors que calia tenir en compte per al seu manteniment.
El llibre està organitzat en 116 capítols i té dos índexs: un per cada una de les 'portelles' i 'repartiments', i un altre per als 'secrets que són sota terra', entenent que aquests 'secrets' són els escorredors o desguassos que permetien tallar l'aigua en cas de fer reparacions i altres operacions de manteniment.
Està enquadernat amb cuir repussat i amb l'escut de la ciutat de Barcelona a la coberta. Les seves mides són 35 x 30 cm i està dedicat a la Mare de Déu del Pilar del retaule de l'església de Sant Jaume, que apareix dibuixada a la primera pàgina. Per la redacció d'aquest llibre, el Consell de Cent va concedir un sou vitalici a Socies, que ja portava 30 anys exercint de mestre de fonts.
El Consell de Cent deliberà que el llibre havia de romandre de manera perpètua a la Casa de la Ciutat, per a controlar qui tenia accés al coneixement recollit en les seves pàgines. El 2022 el llibre va ser transcrit i contextualitzat en El Llibre de les fonts. Aigua, clima i societat a la Barcelona del segle XVII.